# Marussia MR03
Der Marussia MR03 war der fünfte Formel-1-Rennwagen des Marussia F1 Teams. Das Fahrzeug wurde in der Formel-1-Weltmeisterschaft 2014 eingesetzt. Präsentiert wurde es am 30. Januar 2014 auf dem Circuito de Jerez. Aufgrund der Insolvenz des Marussia-Teams im Oktober 2014 trat das Team bei den letzten drei Rennen der Saison nicht mehr an. Nach der kurzfristigen Rettung des Teams kam der MR03 mit Sicherheits-Updates auch in der Formel-1-Weltmeisterschaft 2015 zum Einsatz.

## Technik und Entwicklung
Der MR03 war das Nachfolgemodell des MR02, wobei sich das Fahrzeug aufgrund von Regeländerungen für die Formel-1-Weltmeisterschaft 2014 optisch wie auch technisch deutlich vom Vorgängermodell unterschied.
Bedingt durch die Regeländerungen zur Saison 2014 war die Nase des Fahrzeugs niedriger als beim Fahrzeug des Vorjahres. Gleiches gilt für die noch etwas niedrigere Nase der modifizierten Version des Fahrzeugs von 2015.
Nach dem Ausstieg von Cosworth bezog das Team die Motoren von Ferrari. Angetrieben wurde der MR03 vom neuentwickelten Ferrari 059/3, einem 1,6-Liter-V6-Motor mit einem Turbolader. Auch 2015 wurde dieser Motor eingesetzt, er entsprach nun jedoch nicht mehr dem aktuellen technischen Stand. Reglementbedingt gab es nur noch ein zentrales Auspuffrohr, das oberhalb des Rücklichtes lag. Sowohl das ERS als auch das Achtganggetriebe kamen vom Motorenhersteller Ferrari.
Die Reifen stammten vom Einheitsausrüster Pirelli, die Räder wurden von BBS hergestellt.
Nachdem die ursprüngliche Planung des Teams vorsah, ein komplett neues Auto für die Saison 2015 zu bauen und dieses in der zweiten Saisonhälfte einzusetzen, entschied man sich nach den ersten Rennen dazu, die Saison mit dem MR03 zu Ende zu fahren und schrittweise mehrere Updates zu entwickeln. Beim Großen Preis von Großbritannien war das Fahrzeug mit einem neuen Unterboden und neuen Verkleidungsteilen am Heck ausgerüstet. Diese Teile hatten ursprünglich schon am Ende der Saison 2014 zum Einsatz kommen sollen.

## Lackierung und Sponsoring

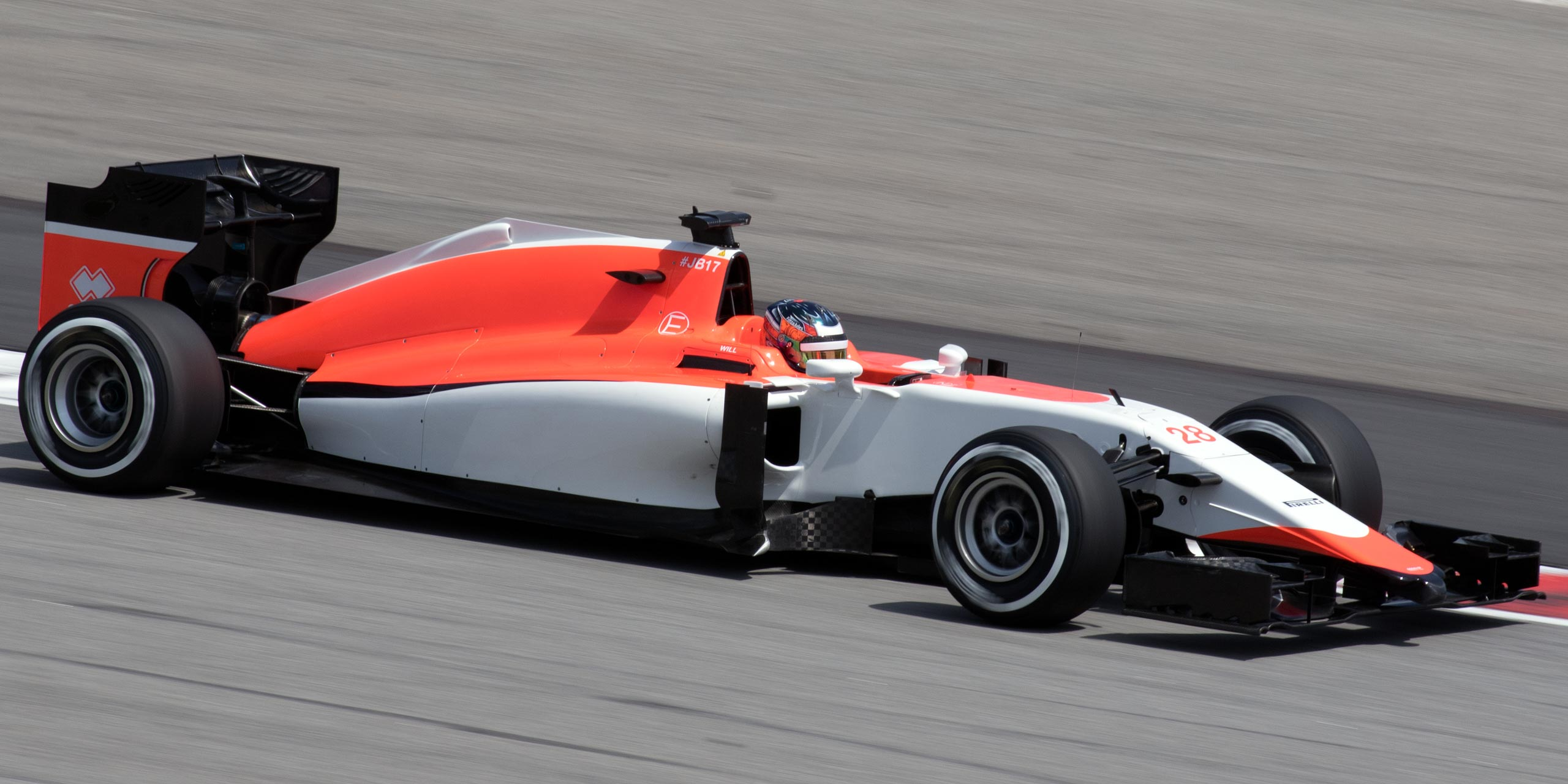
Der MR03 in der Lackierung des Jahres 2015

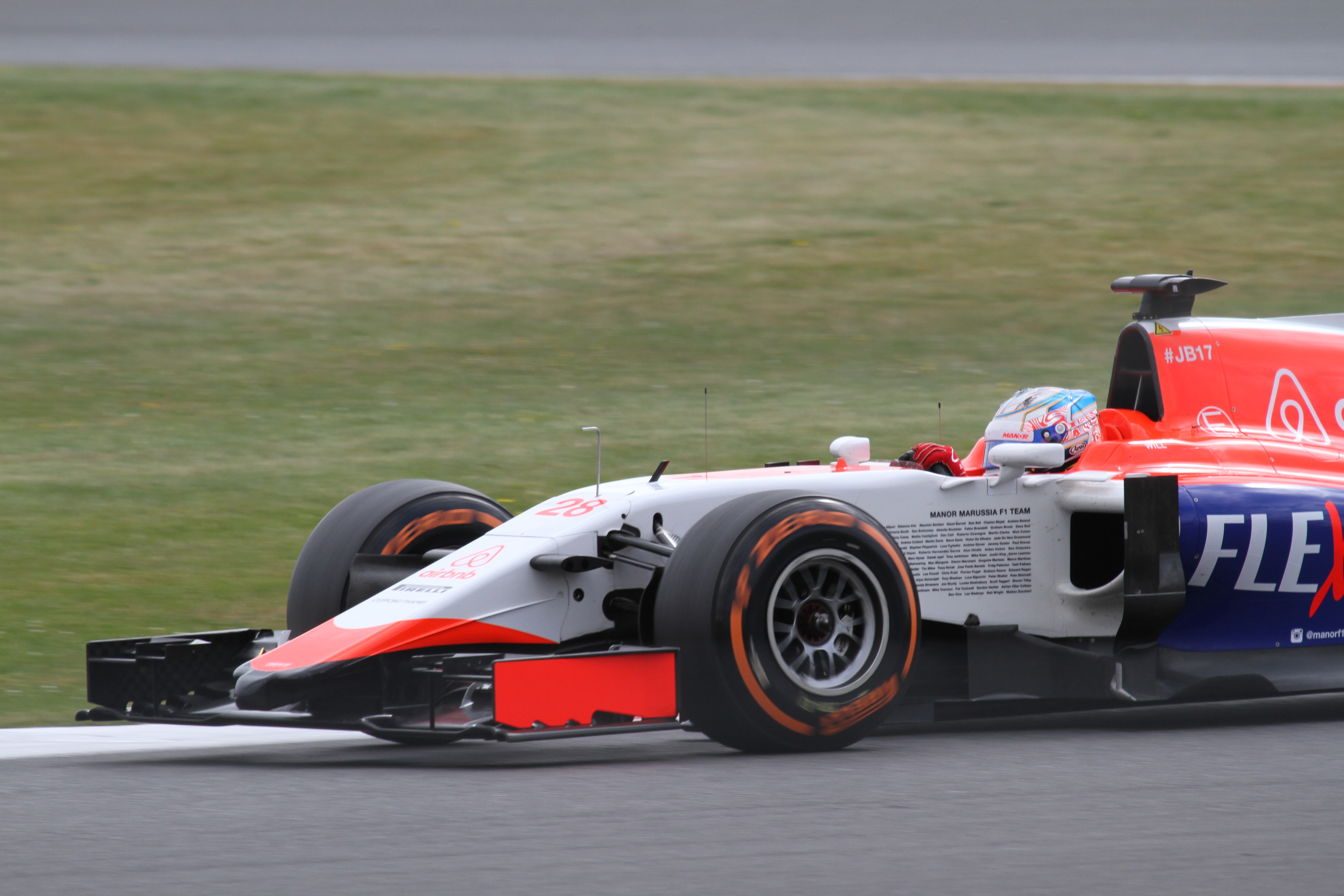
Stevens im MR03 beim Großen Preis von Großbritannien 2015 mit Sponsorenlogos

Der Rennwagen war 2014 wie beim Vorgängermodell hauptsächlich in den Farben Schwarz und Rot gehalten, die durch einen weißen Streifen getrennt waren. Im Laufe des Jahres 2014 waren keine größeren Sponsorenaufkleber auf dem Fahrzeug vorhanden.
Für die Saison 2015 wurde das Auto in Rot und Weiß lackiert, Sponsorenaufkleber waren auf dem Wagen zu Saisonbeginn nicht vorhanden. Im Laufe der Saison wurden Airbnb, Erreà und die Flex Box Group als Sponsoren bekanntgegeben und ihre Firmenlogos auf dem Fahrzeug platziert. Beim Heimrennen des Teams in Großbritannien waren zudem die Namen aller Mitarbeiter des Teams seitlich auf dem Monocoque angebracht.

## Saison 2014
Marussia bestritt die Saison 2014 erneut mit dem Fahrerduo Jules Bianchi und Max Chilton. Bianchi gelang es in Monaco mit Rang neun erstmals in der Geschichte des Teams, WM-Punkte zu erreichen. Nachdem sich Bianchi bei einem Unfall beim Großen Preis von Japan schwer verletzt hatte, wurde beim darauffolgenden Rennen in Russland Alexander Rossi als Fahrer genannt, die Nennung wurde aber kurz vor dem Rennwochenende zurückgezogen. Bianchi starb neun Monate später an seinen Verletzungen.

## Saison 2015
In der Saison 2015 wurde Will Stevens als Einsatzfahrer für die gesamte Saison verpflichtet. Als zweiten Fahrer engagierte das Team den spanischen Debütanten Roberto Merhi. Sein Vertrag galt zunächst nur für die ersten Rennen. Vor dem Großen Preis von Singapur gab das Team bekannt, dass Merhi bei fünf der letzten sieben Saisonrennen durch Alexander Rossi ersetzt wurde. Lediglich die beiden Rennen in Russland und Abu Dhabi bestritt Merhi, da Rossi wegen Terminkollisionen mit der GP2-Serie, die er im Team Racing Engineering bestritt, nicht teilnehmen konnte.

## Ergebnisse
| Fahrer                          | Nr.                             | 1   | 2   | 3  | 4  | 5  | 6  | 7   | 8   | 9  | 10  | 11 | 12  | 13  | 14 | 15  | 16  | 17  | 18  | 19  | Punkte | Rang |
| ------------------------------- | ------------------------------- | --- | --- | -- | -- | -- | -- | --- | --- | -- | --- | -- | --- | --- | -- | --- | --- | --- | --- | --- | ------ | ---- |
| Formel-1-Weltmeisterschaft 2014 | Formel-1-Weltmeisterschaft 2014 |     |     |    |    |    |    |     |     |    |     |    |     |     |    |     |     |     |     |     | 2      | 9.   |
| J. Bianchi                      | 17                              | NC  | DNF | 16 | 17 | 18 | 9  | DNF | 15  | 14 | 15  | 15 | 18* | 18  | 16 | 20* | INJ | INJ | INJ | INJ | 2      | 9.   |
| M. Chilton                      | 4                               | 13  | 15  | 13 | 19 | 19 | 14 | DNF | 17  | 16 | 17  | 16 | 16  | DNF | 17 | 18  | DNF |     |     |     | 2      | 9.   |
| A. Rossi                        | 42                              |     |     |    |    |    |    |     |     |    |     |    | PO  |     |    |     | WD  |     |     |     | 2      | 9.   |
| Formel-1-Weltmeisterschaft 2015 | Formel-1-Weltmeisterschaft 2015 |     |     |    |    |    |    |     |     |    |     |    |     |     |    |     |     |     |     |     | 0      | 10.  |
| W. Stevens                      | 28                              | DNP | WD  | 15 | 16 | 17 | 17 | 17  | DNF | 13 | 16* | 16 | 15  | 15  | 19 | 14  | DNF | 16  | 17  | 18  | 0      | 10.  |
| F. Leimer                       | 42                              |     |     |    |    |    |    |     |     |    | PO  |    |     |     |    |     |     |     |     |     | 0      | 10.  |
| A. Rossi                        | 53                              |     |     |    |    |    |    |     |     |    |     |    |     | 14  | 18 |     | 12  | 15  | 18  |     | 0      | 10.  |
| R. Merhi                        | 98                              | DNP | 15  | 16 | 17 | 18 | 16 | DNF | 14  | 12 | 15  | 15 | 16  |     |    | 13  |     |     |     | 19  | 0      | 10.  |

| Legende  | Legende            | Legende                                                          |
| Farbe    | Abkürzung          | Bedeutung                                                        |
| -------- | ------------------ | ---------------------------------------------------------------- |
| Gold     | –                  | Sieg                                                             |
| Silber   | –                  | 2. Platz                                                         |
| Bronze   | –                  | 3. Platz                                                         |
| Grün     | –                  | Platzierung in den Punkten                                       |
| Blau     | –                  | Klassifiziert außerhalb der Punkteränge                          |
| Violett  | DNF                | Rennen nicht beendet (did not finish)                            |
| Violett  | NC                 | nicht klassifiziert (not classified)                             |
| Rot      | DNQ                | nicht qualifiziert (did not qualify)                             |
| Rot      | DNPQ               | in Vorqualifikation gescheitert (did not pre-qualify)            |
| Schwarz  | DSQ                | disqualifiziert (disqualified)                                   |
| Weiß     | DNS                | nicht am Start (did not start)                                   |
| Weiß     | WD                 | zurückgezogen (withdrawn)                                        |
| Hellblau | PO                 | nur am Training teilgenommen (practiced only)                    |
| Hellblau | TD                 | Freitags-Testfahrer (test driver)                                |
| ohne     | DNP                | nicht am Training teilgenommen (did not practice)                |
| ohne     | INJ                | verletzt oder krank (injured)                                    |
| ohne     | EX                 | ausgeschlossen (excluded)                                        |
| ohne     | DNA                | nicht erschienen (did not arrive)                                |
| ohne     | C                  | Rennen abgesagt (cancelled)                                      |
| ohne     | keine WM-Teilnahme |                                                                  |
| sonstige | P/fett             | Pole-Position                                                    |
| sonstige | 1/2/3/4/5/6/7/8    | Punktplatzierung im Sprint-/Qualifikationsrennen                 |
| sonstige | SR/kursiv          | Schnellste Rennrunde                                             |
| sonstige | *                  | nicht im Ziel, aufgrund der zurückgelegten Distanz aber gewertet |
| sonstige | ()                 | Streichresultate                                                 |
| sonstige | unterstrichen      | Führender in der Gesamtwertung                                   |